# Matthew F. Collins
Matthew Collins (Lee, Londres, 1972) és un activista i autor britànic. Va ser membre de diverses organitzacions feixistes i neonazis britàniques, abans de començar a treballar com a informador d'una revista antifeixista. Més tard es va convertir en activista de campanyes antifeixistes i antiracistes.

## Membre de l'extrema dreta i paper com a informador
En la seva joventut, Collins va ser l'organitzador al Sud de Londres del Front Nacional, un voluntari de la seu del Partit Nacional Britànic i membre de l'organització neonazi Combat 18.
Collins va participar en la batalla de Welling després de la qual es va convertir en un talp de la revista antifeixista Searchlight. A Collins se li va pagar en fitxes de llibres pel seu paper d'informador. Quan es va exposar el seu paper com a informador de Searchlight, Collins es va amagar a Austràlia.
Va tornar al Regne Unit com a tema d'un documental de la BBC Dead Man Walking (2004).
El 2012, Collins va escriure una memòria de la seva joventut, titulada Hate: My Life in the British Extreme Right, que incloïa un pròleg de Billy Bragg.

## Hope Not Hate
Matthew Collins és actualment investigador i cap d'intel·ligència del grup de campanya antifeixista i antiracista Hope Not Hate. Hope Not Hate es descriu com una organització de tercers no sectaris i no partidista. Així, Matthew gestiona la xarxa d'intel·ligència de Hope Not Hate.
Collins va supervisar Robbie Mullen, un talp a National Action, per frustrar un complot per assassinar la diputada laborista Rosie Cooper el 2017. El 2019, Matthew Collins va escriure el seu segon llibre, Nazi Terrorist: The Story of National Action amb Robbie Mullen, i el 2022, va escriure el seu tercer llibre, The Walk-In: Fascists, Spies & Lies - The True Story Behind la sèrie ITV, amb un pròleg del periodista polític Kevin Maguire, editor associat del diari Daily Mirror.
Collins és interpretat per l'actor Stephen Graham a la sèrie dramàtica de televisió ITV The Walk-In emesa a la tardor de 2022. També va aparèixer al documental Nazi Hunters: The Real Walk-In que es va emetre després de l'episodi final.